# Nyanasamvara Suvaddhana
Somdet Phra Nyanasamvara (en tailandés: สมเด็จพระญาณสังวร; 3 de octubre de 1913 - 24 de octubre de 2013), né Charoen Khachawat (en tailandés: เจริญ คชวัตร) y el nombre de dharma Suvaḍḍhano (en tailandés: สุวฑฺฒโน), era el 19.º Patriarca Supremo de Tailandia. Fue nombrado para el cargo en 1989 por el rey Bhumibol Adulyadej. Cumplió 100 años en octubre de 2013, y murió más tarde ese mismo mes.